# Lynn Anderson
Lynn Anderson, född 26 september 1947 i Grand Forks i North Dakota, död 30 juli 2015 i Nashville i Tennessee, var en amerikansk countrysångerska.
Hon var dotter till countrysångarna och låtskrivarna Liz Anderson och Casey Anderson. Hon flyttade tillsammans med familjen till Sacramento i Kalifornien, där hon växte upp. 1966 debuterade Lynn Anderson på Chart med Ride, Ride, Ride, skriven av Liz Anderson. Hon stannade hos Chart till 1970, då hon gick över till Columbia. Det var också där hennes tredje album gavs ut, med hennes mest kända inspelning "Rose Garden", skriven av Joe South. För den fick Anderson 1971 en Grammy Award för bästa prestation av en kvinnlig countrysångare. Hon har som artist haft presidenterna Nixon, Ford, Carter och Reagan på första bänk i publiken.
Bland de orter där Lynn Anderson växte upp i Kalifornien uppger amerikanska media även San José och Fair Oaks. Farföräldrarna (Anderson) och morföräldrarna (Håby) bodde dock kvar i North Dakota. Lynns mor Liz Anderson (född Elisabeth Haaby) hade som artist och låtskriverska omfattande skivutgivning och sjöng med tonåriga Lynn i TV över hela kontinenten bland annat duetten "Mother, may I". Lynn debuterade i "Lawrence Welk Show" som 16-åring och var i två års tid i tjugoårsåldern stadigt med i showen.
Gift under åren 1968-1977 med stjärnproducenten Glenn Sutton i Nashville hade Lynn Anderson sin storhetstid som artist. Trots konkurrens från främst Loretta Lynn och Tammy Wynette presenterades hon på Grand Ole Opry som "The First Lady of Country Music" - en titel som dock Dolly Parton fullständigt tog över kring 1975. Lynn Andersons försök till förnyelse, ett steg åt släpig pop med LP:n "Even Cowgirls Get the Blues" 1980 slog inte särskilt väl ut. Tillbaka till countryns rötter fick hon dock sin i karriären sjunde Grammy-nominering för "Bluegrass Sessions" så sent som 2004.
Uppmärksammat i norska media besökte hon en stor grupp avlägsna norska släktingar. Men hennes hälsa hade blivit periodvis klenare. Under en resa i Italien sommaren 2015 insjuknade Lynn Anderson hastigt i vad som blev svår lunginflammation, hon flögs till Nashville men avled i tillstötande hjärtinfarkt på Vanderbilt University Medical Center den 30 juli 2015. Sångerskan Connie Smith var värdinna för den stort medialt bevakade begravningssammankomsten, där Dolly Parton och Brenda Lee talade.
Lynn Anderson hade från äktenskapet med Sutton dottern Lisa Sutton, född 1970. Därefter gift 1978-1982 med oljemagnaten Harold "Spook" Stream födde hon sonen Gary Stream och dottern Melissa (gift Hempel). Andersons livspartner de 26 sista åren, Mentor Williams, som var producent och låtskrivare, avled i Nashville i november 2016. Förutom de tre barnen efterlämnade Lynn Anderson fyra barnbarn.

## Eftermäle
Asteroiden 13644 Lynnanderson är uppkallad efter henne.

## Diskografi i urval
Album
- 1966 – Ride, Ride, Ride
- 1968 – Big Girls Don't Cry
- 1968 – Promises, Promises
- 1969 – Songs That Made Country Girls Famous
- 1969 – At Home with Lynn
- 1969 – With Love, From Lynn
- 1970 – Songs My Mother Wrote
- 1970 – Stay There 'Til I Get There
- 1970 – Uptown Country Girl
- 1971 – Rose Garden
- 1971 – How Can I Unlove You
- 1971 – A Woman Lives for Love
- 1971 – You're My Man
- 1971 – The Christmas Album
- 1971 – Lynn Anderson with Strings
- 1972 – Cry
- 1972 – Listen to a Country Song
- 1973 – Keep Me in Mind
- 1973 – Top of the World
- 1974 – It Makes You Happy
- 1974 – Smile for Me
- 1975 – I've Never Loved Anyone More
- 1975 – What a Man My Man Is
- 1976 – All the King's Horses
- 1977 – I Love What Love Is Doing to Me / He Ain't You
- 1977 – Wrap Your Love All Around Your Man
- 1977 – The Angel in Your Arms
- 1978 – From the Inside
- 1979 – Outlaw Is Just a State of Mind
- 1980 – Even Cowgirls Get the Blues
- 1983 – Back
- 1988 – What She Does Best
- 2002 – Christmas
- 2004 – The Bluegrass Sessions
- 2005 – On Top of the World
- 2005 – Cowgirl
- 2012 – Cowgirl II
- 2012 – If I Kiss You
- 2015 – Bridges